# Фргич, Иван
Иван «Ивица» Фргич (хорв. Иван "Ивица" Фргић; 18 июля 1953, Сомбор, Югославия — 31 октября 2015) — югославский борец греко-римского стиля, серебряный призёр летниъ Олимпийских игр в Монреале (1976), трёхкратный призёр чемпионатов мира, чемпион Европы, семикратный чемпион Югославии (1971, 1973, 1975—1979).

## Биография
Начал заниматься борьбой в 1968 году в клубе «Лика» в Сомборе.
В 1970 году занял второе место на чемпионате Европы в возрастной категории espoir, в 1972 году на чемпионате мира в той же возрастной категории остался четвёртым, на чемпионате Европы среди взрослых был пятнадцатым. В 1973 году занял третье место на чемпионате Европы уже среди взрослых, а на чемпионате мира остался четвёртым. В 1974 году на чемпионате Европы был только шестым, но завоевал бронзовую медаль чемпионата мира. В 1975 году завоевал звание чемпиона Европы, а на чемпионате мира был шестым. 
На Летних Олимпийских играх 1976 года в Монреале боролся в легчайшем весе (до 57 килограммов). Регламент турнира был с начислением штрафных баллов, за чистую победу штрафные баллы не начислялись, за победу с явным преимуществом начислялось 0,5 штрафных балла, за победу по очкам 1 балл, за ничью 2 или 2,5 балла, за поражение с явным преимуществом соперника 3,5 балла и за чистое поражение 4 балла. Борец, набравший 6 штрафных баллов, из турнира выбывал (кроме случаев, когда в той встрече, в которой он перебрал штрафные баллы, он победил) Титул оспаривали 17 борцов.
Вышел в финальную часть соревнований на третьем месте. В первой финальной встрече победил Фархата Мустафина ввиду дисквалификации последнего, а во второй, против Пертти Уккола с минимальным перевесом в один балл проиграл и стал серебряным призёром игр. При этом, за пятнадцать секунд до конца встречи Фргич выигрывал 4-3, на секунду потерял концентрацию и проиграл два балла. Югославская делегация заявляла протест, однако он не был удовлетворён.
| Выступление на Олимпийских играх 1976 года | Выступление на Олимпийских играх 1976 года | Выступление на Олимпийских играх 1976 года | Выступление на Олимпийских играх 1976 года | Выступление на Олимпийских играх 1976 года | Выступление на Олимпийских играх 1976 года | Выступление на Олимпийских играх 1976 года | Выступление на Олимпийских играх 1976 года |
| Круг                                       | Соперник                                   | Страна                                     | Результат                                  | Счёт                                       | Баллы                                      | Всего баллов                               | Время схватки                              |
| ------------------------------------------ | ------------------------------------------ | ------------------------------------------ | ------------------------------------------ | ------------------------------------------ | ------------------------------------------ | ------------------------------------------ | ------------------------------------------ |
| 1                                          | Пер Линдхольм                              | Швеция                                     | Победа                                     | 8-1                                        | -1                                         | -1                                         | 9:00                                       |
| 2                                          | Йожеф Дончеч                               | Венгрия                                    | Поражение                                  | 2-5                                        | -3                                         | -4                                         | 9:00                                       |
| 3                                          |                                            |                                            |                                            | 0                                          | -4                                         |                                            |                                            |
| 4                                          | Красимир Стефанов                          | Болгария                                   | Победа                                     | 7-3                                        | -1                                         | -5                                         | 9:00                                       |
| 5                                          | Ёсима Суга                                 | Япония                                     | Победа                                     | 9-4                                        | -1                                         | -6                                         | 9:00                                       |
| 6                                          | Фархат Мустафин                            | Союз Советских Социалистических Республик  | Победа                                     | Дисквалификация                            | 0                                          | -6                                         | 6:03                                       |
| Финал                                      | Пертти Уккола                              | Финляндия                                  | Поражение                                  | 4-5                                        |                                            |                                            | 12:00                                      |

В 1977 году завоевал звание чемпиона Средиземноморских игр и стал бронзовым призёром чемпионата мира. В 1978 году стал серебряным призёром чемпионата мира, восьмым на чемпионате Европы и в том же году перешёл в полулёгкий вес. В 1979 году остался шестым на чемпионате мира и во второй раз завоевал звание чемпиона Средиземноморских игр. В 1980 году был пятым на чемпионате Европы. 
На Летних Олимпийских играх 1980 года в Москве боролся в полулёгком весе (до 62 килограммов). Регламент турнира остался в основном прежним. Титул оспаривали 11 борцов.
Проиграв в пятом круге, из дальнейшего турнира выбыл, набрав одинаковое количество штрафных баллов с Борисом Крамаренко, но за счёт того, что проиграл ему в личной встрече, остался на четвёртом месте, а Крамаренко завоевал бронзовую медаль. 
| Выступление на Олимпийских играх 1980 года | Выступление на Олимпийских играх 1980 года | Выступление на Олимпийских играх 1980 года | Выступление на Олимпийских играх 1980 года | Выступление на Олимпийских играх 1980 года | Выступление на Олимпийских играх 1980 года | Выступление на Олимпийских играх 1980 года | Выступление на Олимпийских играх 1980 года |
| Круг                                       | Соперник                                   | Страна                                     | Результат                                  | Счёт                                       | Баллы                                      | Всего баллов                               | Время схватки                              |
| ------------------------------------------ | ------------------------------------------ | ------------------------------------------ | ------------------------------------------ | ------------------------------------------ | ------------------------------------------ | ------------------------------------------ | ------------------------------------------ |
| 1                                          | Борис Крамаренко                           | Союз Советских Социалистических Республик  | Поражение                                  | 1-19 За явным преимуществом                | -4                                         | -4                                         | 9:00                                       |
| 2                                          | Йон Раун                                   | Румыния                                    | Победа                                     | Дисквалификация                            | 0                                          | -4                                         | 6:54                                       |
| 3                                          |                                            |                                            |                                            |                                            |                                            |                                            |                                            |
| 4                                          | Панайот Киров                              | Болгария                                   | Победа                                     | Дисквалификация                            | 0                                          | -4                                         | 7:15                                       |
| 6                                          | Иштван Тот                                 | Венгрия                                    | Поражение                                  | 4-8                                        | -3                                         | -7                                         | 9:00                                       |

Ивицу Фргича отмечали как очень настойчивого и мотивированного борца. Знаменитый советский тренер Виктор Игуменов в 1975 году, после того как Ивица Фргич выиграл чемпионат мира, сказал, что «Дайте мне этого парня на год, а в ответ я подпишусь, что через год он станет чемпионом мира, который без всякой конкуренции будет сохранять это звание по крайней мере ближайшие пять лет. Он действительно исключительный талант и я не вижу в мире борцов, перспективней его.» 
По первой профессии автомеханик. Окончил институт физической культуры в Нови-Саде, стал тренером по борьбе. 